# Coppa Sabatini 1988
La Coppa Sabatini 1988, trentaseiesima edizione della corsa, si svolse il 5 ottobre 1988 su un percorso di 228 km. La vittoria fu appannaggio dell'italiano Claudio Corti, che completò il percorso in 5h40'00", precedendo il francese Laurent Bezault e il connazionale Marco Franco Votolo.

## Ordine d'arrivo (Top 10)
| Pos. | Corridore                | Squadra                  | Tempo    |
| ---- | ------------------------ | ------------------------ | -------- |
| 1    | Claudio Corti            | Chateau d'Ax             | 5h40'00" |
| 2    | Laurent Bezault          | Toshiba                  | s.t.     |
| 3    | Marco Franco Votolo      | Carrera Jeans-Vagabond   | s.t.     |
| 4    | Valerio Tebaldi          | Chateau d'Ax             | s.t.     |
| 5    | Fabrizio Vannucci        | Selca                    | a 0'23"  |
| 6    | Danilo Gioia             | Atala-Ofmega             | a 0'28"  |
| 7    | Marco Zen                | Alfa Lum-Legnano-Ecoflam | s.t.     |
| 8    | Gilles Delion            | Weinmann-La Suisse       | s.t.     |
| 9    | Gianbattista Baronchelli | Pepsi Cola-Fanini        | s.t.     |
| 10   | Mauro Gianetti           | Weinmann-La Suisse       | a 0'40"  |